# Sendas
Sendas is een plaats (freguesia) in de Portugese gemeente Bragança en telt 241 inwoners (2001).